# Andrew Shue
Andrew Eppley Shue (South Orange, 20 februari 1967) is een Amerikaans acteur.
Shue is een jongere broer van actrice Elisabeth Shue. Hij ging op school naar de Columbia High School, waar hij samen met zijn zus in 1994 in de erelijst werd gezet van de "CHS Hall of Fame". Na het behalen van zijn diploma vertrok Shue naar Zimbabwe om er een carrière als voetballer te krijgen.
In de jaren tachtig speelde Shue kleine rollen in bekende films, zoals The Karate Kid (1984), Vision Quest (1985), Adventures in Babysitting (1987) en Cocktail (1988). Na een gastrol in The Wonder Years, kreeg hij in 1992 de rol van Billy Campbell in de soapserie Melrose Place, een rol die hij zes jaar zou spelen.
In 1997 was Shue tegenover Matt Damon, Claire Danes, Danny DeVito en Jon Voight te zien in de thriller The Rainmaker. Het jaar erop stapte hij uit Melrose Place. Na negen jaar niet in films of series gespeeld te hebben, was hij samen met zijn zus te zien in Gracie (2007), een eerbetoon aan hun broer William, die in 1988 omkwam bij een auto-ongeluk.
Shue is getrouwd en heeft twee kinderen.
- International Standard Name Identifier: 0000 0000 4909 685X
- Library of Congress Control Number: no2006123191
- Virtual International Authority File: 41605539
- WorldCat: E39PBJmpbFKqkqcWgYT88rDg8C